# Gérard Barray
Gérard Barray, pseudonimo di Gérard Marcel Louis Baraillé (Tolosa, 2 novembre 1931 – Marbella, 15 febbraio 2024), è stato un attore francese.

## Biografia
Appassionato di jazz fin dall'adolescenza, dopo il diploma Barray si avvicinò al teatro e alla commedia sotto la guida di Camille Ricard, attrice divenuta insegnante di recitazione, che gli consigliò di recarsi a Parigi con una lettera di raccomandazione all'attore Noël Roquevert, che fece ammettere il giovane ai corsi di recitazione di René Simon.
Nel 1953 interpretò sul palcoscenico il ruolo che fu di Jean Marais nella pièce L'aquila a due teste di Jean Cocteau. Nel 1961 ebbe la grande occasione sul grande schermo grazie al ruolo del Duca di Vallombrosa nel film d'avventura Capitan Fracassa di Pierre Gaspard-Huit, diventando con Jean Marais uno degli attori più rappresentativi del genere cappa e spada. Negli anni sessanta Barray interpretò vari ruoli di eroe e di nobile cavaliere in pellicole in costume di grande successo, e ampiamente distribuite all'estero, come I tre moschettieri (1961), in cui impersonò D'Artagnan, La vendetta dei moschettieri (1961), Il guascone (1962), Le armi della vendetta (1964), Surcouf, l'eroe dei sette mari (1966), Il grande colpo di Surcouf (1966), e impersonò Scaramouche in Le avventure di Scaramouche (1963).
Barray si cimentò anche in altri generi cinematografici, interpretando il ruolo del commissario Sanantonio nei polizieschi Il commissario non perdona (1966) e Che casino, ragazzi! (1968). L'anno successivo fu il misterioso curatore museale Van Britten, che seduce una giovante insegnante (Claude Jade) in Le Témoin (1969). Per la regia di Claude Berri interpretò un capriccioso attore in Le Cinéma de papa (1971), dopodiché fu lontano dagli schermi per diversi anni. Per il suo ritorno nel 1997, interpretò Duvernois in Apri gli occhi di Alejandro Amenábar.
Nel 2010 ricevette la nomina di ufficiale dell'Ordine delle arti e delle lettere.
Gérard Barray morì a Marbella il 15 febbraio 2024 all'età di 92 anni.

## Vita privata
Si sposò nel 1965 con l'attrice spagnola Teresa Lorca, conosciuta durante le riprese del film I violenti di Rio Bravo e con la quale ebbe due figli.

## Filmografia parziale

### Cinema
- 0/1327 dipartimento criminale (Chantage), regia di Guy Lefranc (1955)
- Le collegiali (Les Collégiennes), regia di André Hunebelle (1956)
- Le gattine (L'Eau à la bouche), regia di Jacques Doniol-Valcroze (1960)
- Capitan Fracassa (Le Capitaine Fracasse), regia di Pierre Gaspard-Huit (1961)
- I tre moschettieri (Les Trois mousquetaires: Première époque - Les ferrets de la reine), regia di Bernard Borderie (1961)
- La vendetta dei moschettieri (Les Trois mousquetaires: La vengeance de Milady), regia di Bernard Borderie (1961)
- I fratelli corsi, regia di Anton Giulio Majano (1961)
- Il guascone (Le Chevalier de Pardaillan), regia di Bernard Borderie (1962)
- La schiava di Bagdad (Shéhérazade), regia di Pierre Gaspard-Huit (1963)
- Le avventure di Scaramouche (La máscara de Scaramouche), regia di Antonio Isasi-Isasmendi (1963)
- Spionaggio a Gibilterra (Gibraltar), regia di Pierre Gaspard-Huit (1964)
- Le armi della vendetta (Hardi Pardaillan!), regia di Bernard Borderie (1964)
- I violenti di Rio Bravo (Der Schatz der Azteken), regia di Robert Siodmak (1965)
- Agente X-77 - ordine di uccidere (Baraka sur X 13), regia di Maurice Cloche (1966)
- Surcouf, l'eroe dei sette mari, regia di Sergio Bergonzelli (1966)
- Il grande colpo di Surcouf, regia di Sergio Bergonzelli (1966)
- Il commissario non perdona (Sale temps pour les mouches), regia di Guy Lefranc (1966)
- La battaglia del Mediterraneo (Flammes sur l'Adriatique), regia di Alexandre Astruc (1968)
- Che casino, ragazzi! (Béru et ces dames), regia di Guy Lefranc (1968)
- Le Témoin, regia di Anne Walter (1969)
- Ricatto alla mala (Un verano para matar), regia di Antonio Isasi-Isasmendi (1972)
- Apri gli occhi (Abre los ojos), regia di Alejandro Amenábar (1997)
- Sexy Beast - L'ultimo colpo della bestia (Sexy Beast), regia di Jonathan Glazer (2000)
- Il caso Galindez (El misterio Galíndez), regia di Gerardo Herrero (2003)

## Doppiatori italiani
Nelle versioni in italiano delle opere in cui ha recitato, Gérard Barray è stato doppiato da:
- Sergio Graziani in Le armi della vendetta, Il grande colpo di Surcouf
- Sergio Fantoni in Le avventure di Scaramouche
- Riccardo Cucciolla in Capitan Fracassa
- Nando Gazzolo in I fratelli corsi
- Silvano Tranquilli in I violenti di Rio Bravo
- Adalberto Maria Merli in Surcouf l'eroe dei sette mari
- Alessandro Rossi in Apri gli occhi